# Thoracibidion insigne
Thoracibidion insigne är en skalbaggsart som beskrevs av Martins 1968. Thoracibidion insigne ingår i släktet Thoracibidion och familjen långhorningar. Inga underarter finns listade i Catalogue of Life.